# Саудовцы
Саудовцы (ед. ч. араб. سعودي‎ — са’уди, мн. ч. араб. سعوديون‎ — са’удийюн) — арабский народ, проживающий на территории Саудовской Аравии. По общим оценкам его численность составляет более 26 млн человек, из которых приблизительно 50 тысяч человек проживают на территории Кувейта. Саудовцы говорят на аравийских диалектах арабского языка. Саудовцы являются мусульманами-суннитами, также на территории северо-восточной Аравии находятся и шиитские общины. Саудовская Аравия представляет собой государство с полной теократической монархией, и глава государства — король

Саудовская Аравия

## Религия
По вероисповеданию саудовцы — мусульмане-сунниты. На северо-востоке распространены мусульмане-шииты.

## История
Со II тысячелетия до нашей эры, территорию Саудовской Аравии занимали кочевые племена арабов. В V—VI веках Центральная Аравия (Неджд) была временно объединена арабским племенным союзом кинда. После возникновения ислама, в начале VII века, в халифатах Омейядов и Аббассидов Аравия становится политической и экономической окраиной. С начала XVI века, когда Хиджаз находился под властью Османской империи, Юго-Восточная Аравия и Неджд фактически были независимы.
К началу XIX века, большая часть Аравии была объединена в ваххабитское государство эмирами из рода Сауд племени аназа. Это государство просуществовало (с перерывами) до начала XX века, до возникновения государств Хиджаз и Неджд. С 1932 года — королевство Саудовская Аравия. Короли из династии Саудитов провозгласили себя покровителями главных исламских святынь — в Мекке и Медине.

## Основные занятия
В основном, саудовцы заняты в сельском хозяйстве, торговле, а также промышленности (главным образом — нефтяной). Из сельскохозяйственных культур выращиваются зерновые (дурра, пшеница, ячмень, кукуруза), финики, садово-бахчевые и огородные культуры, из технических — египетская люцерна бирсим и аравийская лавзония, из которой изготовляют хну. Кочевые племена занимаются ткачеством, а также различными видами ремесел — кожевенным, гончарным, ювелирным, добычей жемчуга. Из-за кризиса верблюдоводства кочевники-бедуины были вынуждены перейти к разведению мелкого и крупного рогатого скота.
Саудовская Аравия и по сей день играет огромную роль в экономической жизни, так как это государство располагает большими нефтяными и финансовыми ресурсами. ВВП на душу населения составляет 13 600. Динамика добычи нефти в КСА с 1930 годов получило значительное расширение. Например, добыча нефти в 1938 году составляла 0.5 млн баррелей, а в начале 70-х годов XX века — 2772,7 млн баррелей.

## Основной социально-экономический институт
Развито племенное деление, присутствуют элементы дуальной организации (потомки «северных» арабов аднаниды и потомки «южных» — кахтаниды). Среди населения различаются «благородные племена» (кочевники аназа, шаммар и др.), полуоседлые и оседлые (джабур, хадеддийин и др.), «низшие племена» (сулубба, хитайм, шарарат), ремесленники-сунна и потомки рабов африканского происхождения.
Действуют строгие исламские нормы, проводится сегрегация женщин, бытует полигиния.

## Хозяйство и народный быт
Жилища отличны разнообразием форм и материалов. Глинобитные башни, дворцы, крепости сохранены как памятники архитектуры. Кочевники живут в традиционных бедуинских палатках.
Мужской костюм — длиннорукавная и долгополая белая хлопчатобумажная рубаха, коричневый плащ из тонкой шерсти, лёгкие сандалии, головной платок с двойным жгутом. На поясе кривой кинжал-хуса или хурайди с костяной рукояткой. Носят также шаровары, халаты, короткие чёрные куртки, длинные рубахи с узкими рукавами.
Женский костюм — лёгкое цветное платье из хлопчатобумажной ткани или шёлка, верхнее тёмное платье, шальвары, чёрная накидка, сложный головной платок; множество украшений. Нижняя часть лица закрыта полупрозрачной чёрной тканью, а само лицо — маской из плотного чёрного шёлка или парчи. Ладони, подошвы и пальцы нередко окрашены хной. Ваххабитские запреты не подавили традиционного пристрастия к украшениям из серебра и золота с бирюзой, жемчугом, янтарём и некоторыми драгоценными камнями. У бедуинок татуировка на лице и теле
Из пищи преобладают — овечье молоко, хлебные лепёшки, финики, кофе, чай.
Богат поэтический и музыкальный фольклор. Национальные музыкальные инструменты — однострунная смычковая рабаба, лютня — уд, дудки, ударные.